# Théophile Silvestre
Théophile Silvestre, né le 12 octobre 1823 au Fossat (Ariège) et mort le 20 juin 1876 à Paris en déjeunant avec Léon Gambetta, est un critique d'art et historien de l'art français.

## Biographie
Issu d'une famille bourgeoise, Théophile Louis Silvestre étudie la médecine à Toulouse, puis le droit à Paris et assiste en auditeur libre aux cours de l'École des chartes.
Il abandonnera la politique après l'échec de sa candidature à l'Assemblée législative en 1849.
Théophile Silvestre se lance dans la littérature en 1849 et commence en 1852 son œuvre la plus connue, Histoire des artistes vivants français et étrangers, qu'il publie au fur et à mesure et qui demeurera inachevée à cause du coût des photographies. L'ouvrage connut un certain succès puisqu'il fit l'objet de plusieurs rééditions.

## Publications
- Histoire des artistes vivants français et étrangers sous titrée Étude d'après nature, avec portraits d'artistes et reproductions photographiques de leurs œuvres, par Édouard Baldus, Victor Laisné, Émile Defonds, et Henri Le Secq. Paris, Édition Blanchard. L'édition de 1856 avec dix portraits calotypes reproduits par gravure. Ne parurent que dix numéros consacrés à : Camille Corot (comportant une trentaine d'épreuves photographiques sur papier), Eugène Delacroix, Gustave Courbet, Jean-Auguste-Dominique Ingres, Antoine-Louis Barye, François Rude, Narcisse Diaz, Alexandre-Gabriel Decamps, Auguste Préault et Paul Chenavard. L'ensemble de ces numéros comportent des portraits gravés par André Masson, d'après des photographies. La seconde série resta à l'état de projet à l'exception du premier numéro consacré à Horace Vernet, les autres artistes prévus étant Honoré Daumier, Pierre-Jean David d'Angers, Paul Delaroche, Achille Devéria, Jules Dupré, Jean-Baptiste Huet, Philippe-Auguste Jeanron, Théodore Rousseau et Constant Troyon[3].

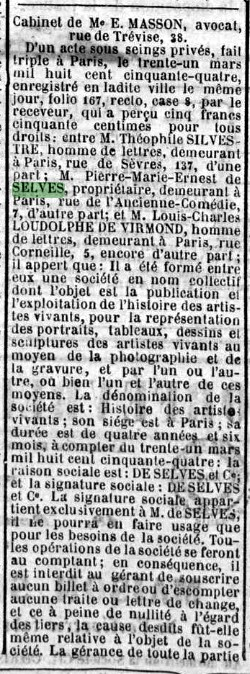
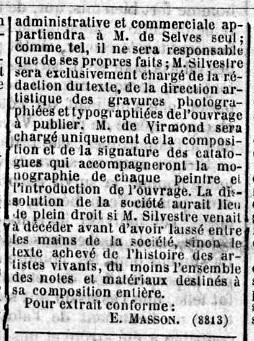
Histoire des artistes vivants français et étrangers. Théophile Silvestre (1823-1873), Pierre Marie Ernest de Selves (1821-1888, Louis Charles Loudolphe de Virmont. Gazette des tribunaux, 31 mars 1854, création de la société.